# Telescope Peak
Telescope Peak – szczyt w Panamint Range w Kalifornii (USA). Osiąga wysokość 3368 m n.p.m. i jest najwyższym szczytem pasma Panamint Range. Położony jest na pustyni Mojave w USA, na terenie Parku Narodowego Doliny Śmierci. Na jego szczycie często leży śnieg.